# Рябки (Новгородская область)
Рябки — деревня в Валдайском районе Новгородской области России. Входит в состав Яжелбицкого сельского поселения.

## География
Деревня находится в юго-восточной части Новгородской области, в зоне хвойно-широколиственных лесов, на левом берегу реки Чернянки, при автодороге 49Н-0328, на расстоянии примерно 19 километров (по прямой) к западу-юго-западу (WSW) от города Валдай, административного центра района. Абсолютная высота — 192 метра над уровнем моря.

### Часовой пояс
Деревня Рябки, как и вся Новгородская область, находится в часовой зоне МСК (московское время). Смещение применяемого времени относительно UTC составляет +3:00.

## Население
| 2010 |
| ---- |
| 8    |

Половой состав
По данным Всероссийской переписи населения 2010 года в гендерной структуре населения мужчины составляли 50 %, женщины — соответственно также 50 %.

Согласно результатам переписи 2002 года, в национальной структуре населения русские составляли 100 % из 11 чел.